# 薩伏依的奧當王子
薩伏依的奧當王子（義大利語：Oddone Eugenio Maria di Savoia，1846年7月11日—1866年1月22日），蒙費拉托公爵，義大利國王维托里奥·埃马努埃莱二世的第三子。
奧當王子患有侏儒症，1866年於熱那亞去世，年僅19歲。